# Хащованя
Хащова́ня (укр. Хащованя) — село в Славской поселковой общине Стрыйского района Львовской области Украины.
Население по переписи 2001 года составляло 383 человека. Занимает площадь 1,3 км². Почтовый индекс — 82663. Телефонный код — 3251.